# دنيس بوفل
دنيس بوفل (بالإنجليزية: Dennis Bovell)‏ هو موسيقي ومنتج أسطوانات وملحن باربادوسي، ولد في 22 مايو 1953 في سانت بيتر، بربادوس ‏ في باربادوس.

## وصلات خارجية
- دنيس بوفل على موقع IMDb (الإنجليزية)
- دنيس بوفل على موقع ميوزك برينز (الإنجليزية)
- دنيس بوفل على موقع ديسكوغز (الإنجليزية)